# 吉安西站
吉安西站是吉安市的高速铁路车站，隶属中国铁路南昌局集团]赣州车务段。地处吉安市吉州区阳明西路，是昌赣客运专线上的一座火车站，2019年12月26日随京港高速线昌赣段投入运营。

## 车站结构
吉安西站以“红色摇篮，知古鉴今”为设计理念，外立面造型取意于井冈山五指峰，站房共三层，总建筑面积为3.0万平方米，其中架空层以出站大厅为主，一层为落客平台、候车大厅、商务候车厅、售票厅、旅客服务大厅、办公区、设备区等，二层包括候车大厅、旅客服务大厅、管理用房等，站内照明设备则借鉴了庐陵文化中的藻井元素设计。本站设有3座站台、1座进站天桥和1座出站地道。
| 站房 二层 | 候车室   | 候车厅、旅客服务大厅、管理用房                               |
| 站房 一层 | 售票区   | 售票处                                                       |
| 站房 一层 | 候车室   | 落客平台、候车大厅、商务候车厅、旅客服务大厅、办公区、设备区 |
| 站台      | 侧式站台 | 侧式站台                                                     |
| 站台      | 1站台    | 昌赣客运专线往赣州西方向（泰和站）                           |
| 站台      | 2站台    | 昌赣客运专线往赣州西方向（泰和站）                           |
| 站台      | 岛式站台 |                                                              |
| 站台      | 3站台    | 昌赣客运专线往赣州西方向（泰和站）                           |
| 站台      | 正线     | 昌赣客运专线下行列车通过线                                   |
| 站台      | 正线     | 昌赣客运专线上行列车通过线                                   |
| 站台      | 4站台    | 昌赣客运专线 往南昌方向（吉水西站）                          |
| 站台      | 岛式站台 |                                                              |
| 站台      | 5站台    | 昌赣客运专线 往南昌方向（吉水西站）                          |
| 地下 一层 | 地道     | 出站集散厅、出站通廊                                         |